# 双林寺 (门头沟区)
39°57′05″N 115°36′42″E / 39.951441°N 115.611589°E
双林寺，位于北京市门头沟区清水镇上清水村西北山坡间，是一座汉传佛教寺院。

## 简介
双林寺创建于元朝至正年间，为百花山瑞云寺的下院。明朝、清朝历经重修。
该寺现存辽朝统和十年（992年）“佛顶尊胜陀罗尼”经幢一座，高4米；元朝、明朝时期建筑各一座，悬山调大脊，砖雕鸱吻，梁架采用叉手，为北京地区罕见的元代风格建筑。 
双林寺旧址上原来立有一座“佛顶尊胜陀罗尼”经幢，刊立于辽朝统和十年（992年），由辽南京道析津府玉河县县令齐讽等当地官员创建，参与修建者有该县辖域内四座佛教寺院的僧人及邑众千人，为首者是“清水院山门僧功德主绍迁，院主绍金、绍兴、绍文”以及门人等17人。经幢高4米余，是由14件石雕件叠砌形成。下部是八方基座，圆形仰莲承托着幢身。幢身分为两层，为上下带有收分的八棱形。其上有方形小龛，四周雕有佛像，龛顶用定珠状石件结束。下层幢身刻着《佛顶尊胜陀罗尼》及题记。该经幢是考察辽朝玉河县地理辖界的重要文物。